# Heino Lambeck
Heino Lambeck (* 1586 in Hamburg; † 4. Mai 1661 ebenda) war ein deutscher Rechen- und Schreiblehrer, Mathematiker und Pädagoge.

## Leben und Werke
Heino Lambeck arbeitete von 1610 bis 1661 an der Kirchenschule der St. Jacobikirche in Hamburg. Hier gab er Schreib- und Rechenunterricht. Während dieser Zeit schrieb er zahlreiche Lehrbücher, die im Schreib- und Leseunterricht genutzt werden konnten. Zudem verfasste der hoch geschätzte Pädagoge Bücher zur Mathematik. Diese wurden teilweise bis in das 18. Jahrhundert publiziert. 1633 verfasste er die Düedsche Orthographia. Das Werk gilt als eines von zwei bekannten niederdeutschen Lehrbüchern für den Lese- und Schreibunterricht. 1657 erschien das Werk in einer hochdeutschen Fassung mit dem Titel Teutsches Nahmens-Buch. Dieses Buch wurde 1657 und 1799 neu aufgelegt.
Heino Lambeck regte vielleicht an, die Kunstrechnungsliebende Societät ins Leben zu rufen. Die 1690 gegründete Gesellschaft ist heute als Mathematische Gesellschaft in Hamburg bekannt.

## Familie
Heino Lambeck heiratete Margarete Holste, die eine Schwester von Lukas Holste war. Das Ehepaar hatte vier Kinder: Peter arbeitete später als Hofbibliothekar in Wien, Johannes/Hannes, Lukas (1635–1661) und Marie. Heino Lambeck dokumentierte über drei Jahrzehnte sein eigenes Familienleben und die Korrespondenz mit Lukas Holste. Die teilweise sehr persönlichen Dokumente in niederdeutscher Sprache sind in Holstens Nachlass zu finden. Dieser wird in der Vatikanischen Bibliothek in Rom aufbewahrt.